# 군산영명학교 축구단
군산영명학교 축구단(群山永明學校蹴球團)은 일제강점기 조선 전라북도 군산부에 있었던 축구 선수단이다. 군산영명학교가 운영했던 U-18 축구단이며, 1922년 이전에 창단되었고 1924년 이후에 해단되었다.

## 시즌별 성적
| 시즌 | 대회                                  | 참가 | 경기 | 승 | 무 | 패 | 득 | 실 | 차 | 승점 | 순위    |
| ---- | ------------------------------------- | ---- | ---- | -- | -- | -- | -- | -- | -- | ---- | ------- |
| 1922 | 전국체육대회 축구 중학부 (11월)       | 13   | 1    | 0  | 0  | 1  | 0  | 8  | -8 |      | 1라운드 |
| 1923 | 전국체육대회 축구 중학부              | 8    | 1    | 0  | 0  | 1  | 0  | 1  | -1 |      | 8강     |
| 1924 | 전조선학생기독청년연합축구대회 중학부 | 8    | 2    | 0  | 1  | 1  | 1  | 3  | -2 |      | 4강     |

## 참고 문헌
- “KFA 통합경기정보 시스템”. 대한축구협회.
- 《대한체육회 50년》. 대한체육회. 1970. 2020년 11월 8일에 원본 문서에서 보존된 문서. 2022년 11월 5일에 확인함.
- 《대한체육회 70년사》. 대한체육회. 1990. 2020년 11월 8일에 원본 문서에서 보존된 문서. 2022년 11월 5일에 확인함.
- 《대한체육회 90년사》. 대한체육회. 2011. 2020년 11월 8일에 원본 문서에서 보존된 문서. 2022년 11월 5일에 확인함.
- 대한체육회 100주년 기념사업부 (2020). 《대한민국 체육 100년》. 대한체육회.
- 《韓國蹴球百年史(한국축구백년사)》. 대한축구협회. 1986.

## 같이 보기
- 군산제일고등학교